# Chocolate (serie televisiva)
Chocolate (초콜릿?, ChokollitLR) è una serie televisiva sudcoreana trasmessa su JTBC dal 29 novembre 2019 al 18 gennaio 2020.

## Personaggi e interpreti
- Lee Kang, interpretato da Yoon Kye-sang
- Moon Cha-yeong, interpretata da Ha Ji-won
- Lee Joon, interpretato da Jang Seung-jo
- Kwon Min-seong, interpretato da Teo Yoo
- Moon Tae-hyun, interpretato da Min Jin-woong